# نورا دنی
نورا دنی (به انگلیسی: Nora Denney) (زاده ۵ مهٔ ۱۹۲۸-درگذشته ۲۰ نوامبر ۲۰۰۵) بازیگر آمریکایی بود.
از فیلم‌های معروف او می‌توان به بازی در فیلم شلپ شلوپ اشاره کرد.